# Metanastes irregularis
Metanastes irregularis är en skalbaggsart som beskrevs av Macleay 1873. Metanastes irregularis ingår i släktet Metanastes och familjen Dynastidae. Inga underarter finns listade i Catalogue of Life.